# Heidi Ellingsen
Heidi Elisabeth Ellingsen (28 luglio 1998) è una calciatrice norvegese, centrocampista del Brann.
In carriera ha ottenuto un double campionato-Coppa nel 2019, e ha inoltre vestito la maglia della nazionale norvegese dalle giovanili alla nazionale maggiore, conquistando con quest'ultima l'Algarve Cup nel 2019.

## Palmarès

### Club
- Campionato norvegese: 1

LSK Kvinner: 2019
- Coppa di Norvegia: 1

LSK Kvinner: 2019

### Nazionale
- Algarve Cup: 1

2019